# فورت أم ماين
فورت أم ماين (بالألمانية: Wörth am Main) هي بلدة ألمانية تقع في بافاريا في ألمانيا.

## المدن التوأمة
مدينة هونفلير هي مدينة توأمة لفورت آم ماين.